# Die Schlacht von Maxia
Die Schlacht von Maxia (Originaltitel: The Battle) ist die neunte Episode der ersten Staffel der US-amerikanischen Science-Fiction-Fernsehserie Raumschiff Enterprise – Das nächste Jahrhundert. Sie wurde in den Vereinigten Staaten über Syndication vermarktet und erstmals am 16. November 1987 auf verschiedenen Fernsehsendern ausgestrahlt. In Deutschland erschien sie zum ersten Mal im September 1988 in einer synchronisierten Fassung auf VHS. Im deutschen Fernsehen war sie zum ersten Mal am 2. November 1990 in einer zweiten Synchronfassung im ZDF zu sehen.

## Handlung
Im Jahr 2364 bei Sternzeit 41723.9 trifft sich die Enterprise mit einem Raumschiff der Ferengi, doch diese erklären zunächst nicht, was sie wollen. Während der Wartezeit verspürt Captain Picard einen seltsamen Kopfschmerz, für den Schiffsärztin Beverly Crusher keine Ursache finden kann. Schließlich meldet sich der Captain der Ferengi, DaiMon Bok, und bittet um ein Treffen. Gleichzeitig registrieren die Sensoren der Enterprise ein unidentifiziertes Sternenflottenraumschiff, das sich nähert. Als Bok mit zwei Begleitern auf die Enterprise beamt, erklärt er, sie seien hier, um Picard zu ehren, den sie den „Helden von Maxia“ nennen. Der zweite Offizier Data recherchiert, dass Bok sich auf einen Vorfall bezieht, der vor neun Jahren stattfand. Picard durchquerte damals mit seinem alten Schiff, der USS Stargazer, das Maxia-Zeta-Sternensystem und wurde dort in einen Kampf mit einem unbekannten Raumschiff verwickelt. Es gelang ihm, den Angreifer zu zerstören, doch die Stargazer wurde so stark beschädigt, dass sie aufgegeben werden musste. Bok erklärt, bei dem Angreifer habe es sich um ein Schiff der Ferengi gehandelt. Bok und seine Mannschaft haben die verlassene Stargazer ausfindig und wieder flott gemacht und wollen sie nun Picard überlassen, um seine überlegene Kampfkraft zu ehren. Sehr zum Erstaunen von Boks Begleitern soll ihm das Schiff nicht verkauft, sondern zum Geschenk gemacht werden.
Counselor Troi ist misstrauisch, denn sie spürt eine betrügerische Absicht bei Bok. Dennoch entscheidet sich Picard dafür, das Geschenk anzunehmen. In einer Versammlung erläutert er seinen Führungsoffizieren die damaligen Ereignisse: Als das feindliche Schiff zu einem erneuten Angriff ansetzte, ließ er die Stargazer blitzschnell auf Warpgeschwindigkeit beschleunigen und neben den Ferengi zum Halten kommen. Während diese auf die letzte Position der Stargazer feuerten, konnte Picard das feindliche Schiff nun zerstören. Dieses Vorgehen wurde später als „Picard-Manöver“ bekannt. Während seiner Ausführungen werden Picards Kopfschmerzen schlimmer. Zudem glaubt er, den Geruch der brennenden Stargazer wahrzunehmen, und wähnt sich sogar kurzzeitig in der Vergangenheit.
Ein Außenteam beamt auf die Stargazer. Die Logbücher werden überspielt und die Enterprise nimmt das Schiff mit einem Traktorstrahl in Schlepp. Picard sucht sein altes Quartier auf und findet dort unter seinen Habseligkeiten auch ein seltsames kugelförmiges Objekt. Plötzlich verspürt er extreme Kopfschmerzen und Dr. Crusher bringt ihn zurück auf die Enterprise, wo er sich ausruhen soll.
Währenddessen macht Data beim Auswerten der Logbücher eine beunruhigende Entdeckung: Entgegen seiner späteren Aussage scheint es so, als habe Picard damals das Ferengi-Schiff angegriffen, ohne provoziert worden zu sein. Picards Kopfschmerzen werden immer schlimmer und Dr. Crusher verabreicht ihm ein Schlafmittel. Dennoch drehen sich all seine Gedanken und Träume um die Schlacht von Maxia. Als er sich scheinbar erholt hat, informiert ihn Data, dass das Logbuch der Stargazer gefälscht wurde. Picard befiehlt seinem ersten Offizier Riker, den Traktorstrahl zu deaktivieren, was dieser zwar merkwürdig findet, aber ausführt. Kurz darauf erfährt Dr. Crusher von ihrem Sohn Wesley, dass er eine schwache Energiesignatur festgestellt hat, die von dem Ferengi-Schiff ausgeht und die mit Picards Gehirnwellenmuster übereinstimmt. Sie informiert umgehend Riker, doch der stellt fest, das Picard in der Zwischenzeit auf die Stargazer gebeamt ist.
Auf der Stargazer wird Picard bereits von Bok erwartet. Er hält ein zweites kugelförmiges Gerät in den Händen, mit dessen Hilfe er Picard manipulieren kann. Er offenbart ihm, dass das Schiff, das Picard vor neun Jahren zerstörte, von seinem Sohn kommandiert wurde. Seitdem habe er einen Weg gesucht, sich an Picard für den Tod seines Sohnes zu rächen. Bok aktiviert die Schilde der Stargazer und beamt zurück auf sein Schiff. Das Gerät lässt er bei Picard, der nun völlig in einer Illusion gefangen ist und die Schlacht von Maxia gedanklich noch einmal durchlebt.
In Picards Quartier auf der Enterprise wird die erste Kugel entdeckt. Riker konfrontiert Kazago, den ersten Offizier des Ferengi-Schiffs, damit und der erklärt, es handle sich um einen verbotenen Gedankenmanipulator. Nun ist allen klar, dass Bok die ganze Zeit einen ausgeklügelten Racheplan verfolgt hat. Da hierdurch kein Profit zu erwarten ist, entheben ihn die Ferengi seines Kommandos. Riker vermutet, dass der Captain die Enterprise für ein feindliches Schiff hält und das Picard-Manöver anwenden wird, um sie anzugreifen. Data soll eine Verteidigung hiergegen entwickeln und tatsächlich gelingt es, die Stargazer mit einem Traktorstrahl wieder einzufangen. Riker funkt Picard an, der immer noch in seiner Illusion gefangen ist, doch er dringt zu ihm durch und bringt ihn dazu, Boks Kugel mit seinem Phaser zu zerstören. Picards Geist wird nun wieder klar. Er entscheidet sich, die Geister der Vergangenheit ruhen zu lassen, und kehrt auf die Enterprise zurück.

## Besonderheiten

### Verbindungen zu anderen Star-Trek-Produktionen
Einige Elemente aus dieser Folge wurden in späteren Star-Trek-Produktionen wieder aufgegriffen:
- In Folge 7.22 (Boks Vergeltung) von Raumschiff Enterprise – Das nächste Jahrhundert aus dem Jahr 1994 tritt Bok wieder auf und will sich erneut an Picard rächen.
- In mehreren Folgen von Raumschiff Enterprise – Das nächste Jahrhundert und Star Trek: Picard wird immer wieder auf Picards Zeit auf der Stargazer und das von ihm entwickelte Picard-Manöver verwiesen. In der zweiten Staffel von Star Trek: Picard aus dem Jahr 2022 kommt ein Nachfolgerschiff mit den Namen Stargazer vor. In der dritten Staffel aus dem Jahr 2023 wird gezeigt, dass die alte Stargazer nach ihrer Bergung ins Sternenflottenmuseum verbracht wurde, wo sie mindestens bis ins Jahr 2402 ausgestellt ist.

### Besonderheiten der deutschen Synchronfassung
Kazago wurde in der deutschen VHS-Synchronfassung „Kasada“ und in der Fernseh-Synchronfassung „Kazata“ genannt.

## Produktion

### Drehbuch
Die Schlacht von Maxia war Larry Forresters letzte Drehbucharbeit vor seinem Tod am 19. Februar 1988.
Die außerirdische Spezies der Ferengi erhielt erstmals eine glaubwürdige Charakterisierung in Form von kompromissloser Rachgier, nachdem sie bei ihrem ersten Erscheinen in Folge 1.05 derartig unintelligent dargestellt wurde, dass man nicht glauben konnte, dass sie überhaupt die Raumfahrt entwickeln konnte. Jedoch wurden viele Szenen auf dem Ferengischiff aus Zeit- und Kostengründen aus dem Drehbuch gestrichen. Auch richtete die Folge erstmals den Fokus auf Picard und dessen Vergangenheit als junger Kapitän, dessen Kommando durch einen gewissen Leichtsinn geprägt war, was er selbst in weiteren Folgen als „Arroganz“ bezeichnete. Der Umstand, dass Picard das „Geschenk“ der Ferengi in Form eines trojanischen Pferdes arglos annahm, stand hierbei im krassen Gegensatz zu seiner Weiterentwicklung, welche auch auf historischer Bildung basierte.

### Darsteller
Frank Corsentino, Darsteller von DaiMon Bok, spielte noch zwei weitere Ferengi in Folge 3.23 (Die Damen Troi) von Raumschiff Enterprise – Das nächste Jahrhundert aus dem Jahr 1990 und in Folge 7.06 (Eingeschleust) von Star Trek: Raumschiff Voyager aus dem Jahr 2000. Bok wurde bei seinem zweiten Auftritt in Boks Vergeltung allerdings nicht von Corsentino, sondern von Lee Arenberg verkörpert.

### Kulissen
Picards Quartier ist in dieser Folge erstmals zu sehen.
Für die Brücke der Stargazer wurde das veränderte Set der umgebauten Brücke der USS Enterprise NCC 1701 aus den ersten drei Star-Trek-Kinofilmen wiederverwendet. In einer anderen Konfiguration diente das Set auch in mehreren Folgen als Kampfbrücke der Enterprise D.

### Kostüme und Requisiten
Wesley Crusher (Wil Wheaton), der bereits in Folge 1.06 (Der Reisende) zum Fähnrich ehrenhalber ernannt wurde, trägt ab dieser Folge eine Uniform. Es handelt sich um eine Ausführung, die sowohl von der regulären Sternenflottenuniform als auch von der Kadettenuniform stark abweicht. Sie besteht aus einer dunkelgrauen Hose und einem hellgrauen Pullover mit einem dunkelgrauen Kragen- und Schulterbereich, unter dem ein rot-gelb-blaues Band verläuft. Im Gegensatz zu den regulären Mannschaftsmitgliedern der Enterprise trägt Wesley keinen Kommunikator.

### Modelle
Die Stargazer war ursprünglich als ein Schiff der Constitution-Klasse vorgesehen und hätte damit genauso ausgesehen wie die umgebaute USS Enterprise NCC 1701 und die USS Enterprise NCC 1701-A. Kurzfristig wurde entschieden, dass sie stattdessen der Constellarion-Klasse angehören sollte. Als Vorbild für diese diente ein goldenes Schiffsmodell in Picards Bereitschaftsraum. Dieses Modell wurde ab Die Schlacht von Maxia für einige Folgen durch ein silbernes Constitution-Klasse-Modell ersetzt.
Das Modell in Picards Bereitschaftsraum wurde von Rick Sternbach aus zwei Bausätzen der umgerüsteten USS Enterprise NCC 1701 erschaffen. Für verschiedene Details ergänzte er zudem mehrere Teile von Anime-Raumschiffmodellen. Gregory Jein baute nach dieser Vorlage ein 4 Fuß langes Filmmodell.

### Effekte
Für die Beschleunigung der Stargazer auf Warpgeschwindigkeit wird nicht der gleiche Effekt wie der Enterprise D verwendet, sondern der aus den ersten sechs Star-Trek-Spielfilmen.

## Adaptionen
Das Hörspiel-Label Karussell veröffentlichte 1990 eine MC mit der leicht gekürzten deutschen Tonspur von Die Schlacht von Maxia, die an einigen Stellen mit eingesprochenen Erklärungen ergänzt wurde.

## Rezeption
Keith DeCandido bewertete Die Schlacht von Maxia 2011 auf tor.com als eine solide Folge von Raumschiff Enterprise – Das nächste Jahrhundert. Picards Vergangenheit zu thematisieren, hielt er für interessant und die Begeisterung des Captains und seiner Mannschaft für die alte Stargazer war gut gespielt. Die Darstellung der Ferengi hielt DeCandido für etwas besser als ihre größtenteils als misslungen empfundene Einführung in der Folge Der Wächter. Negativ empfand er die Nutzung von Wesley und Troi innerhalb der Geschichte sowie die Entscheidung, dass die Besatzung der Enterprise erst lange nach den Zuschauern vom Einsatz des Gedankenmanipulators erfährt.
Anthony Vieira führte Die Schlacht von Maxia 2021 auf der Website collider.com in einer Liste der 25 besten Folgen von Raumschiff Enterprise – Das nächste Jahrhundert auf Platz 24.